# Raie bleue
Espèce
Synonymes
- Breviraja caerulea Stehmann, 1976

Statut de conservation UICN

 LC  : Préoccupation mineure
La Raie bleue (Neoraja caerulea) est une espèce de raie de la famille des Rajidae.